# A&P
The Great Atlantic and Pacific Tea Company, plus connu sous les initiales A&P, était une chaine de supermarchés à travers les États-Unis et le Canada jusqu’en 2015.

## Histoire

### Débuts

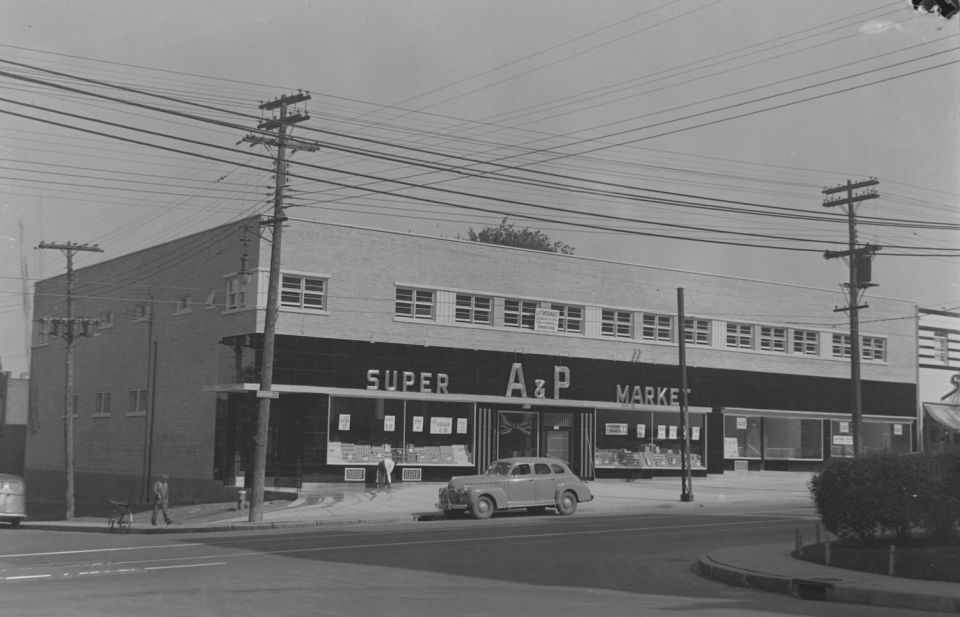
Supermarché de la chaîne A&P situé au 5405, chemin Queen-Mary à Montréal en 1941.

La société a été fondée en 1859 en tant que Great American Tea Company par George Huntington Hartford et George Gilman à New York. Elle a ensuite été renommée The Great Atlantic and Pacific Tea Company en 1870, et John et George Hartford, les fils  d'un des fondateurs, qui ont intégré la compagnie en 1880.

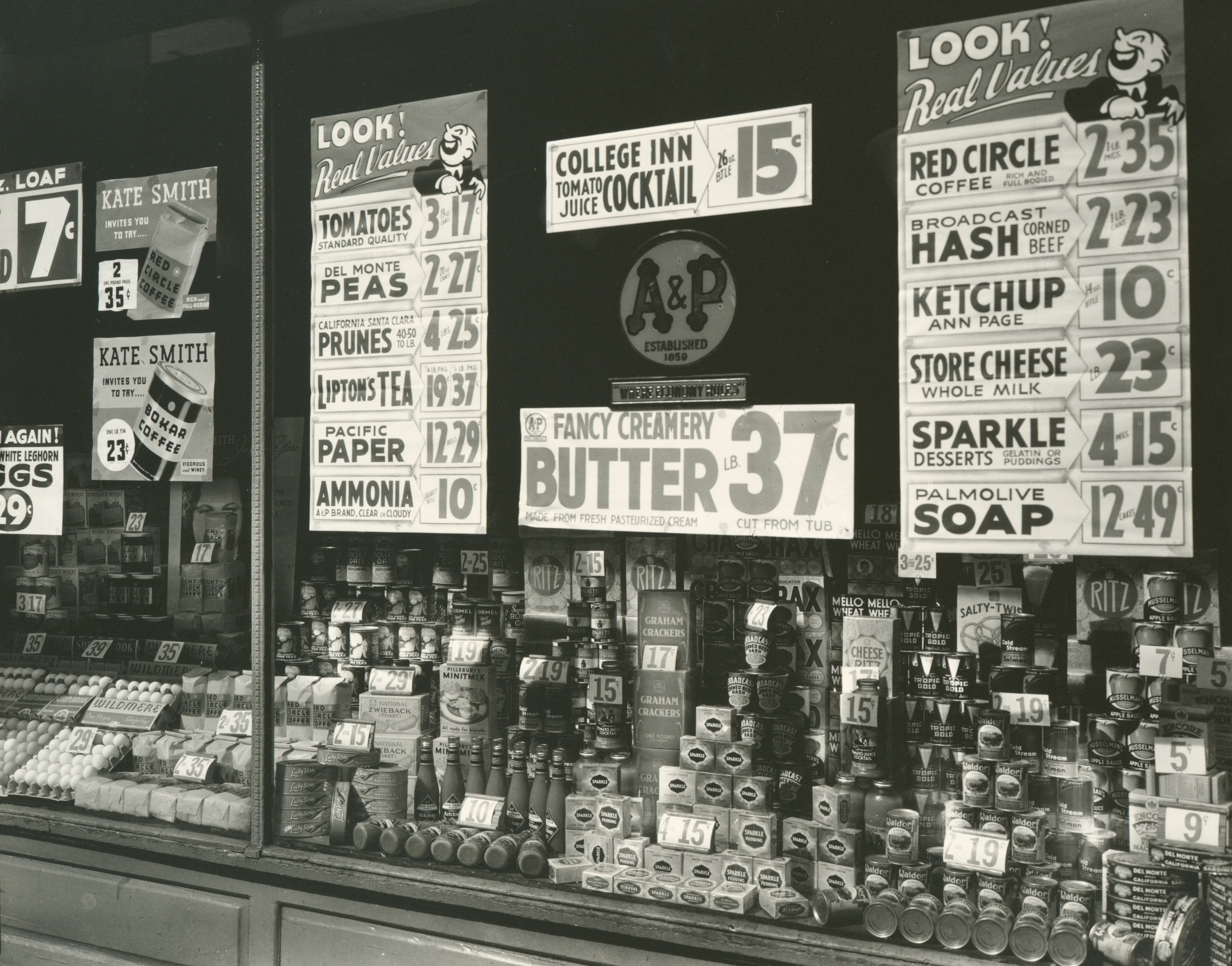
Magasin A&P à Manhattan, en 1936.

La compagnie se concentrait à l'origine sur le commerce du thé en vendant du thé par correspondance à partir d'un petit magasin à Manhattan. Elle a réussi à contrôler une grande partie du marché des villes du nord-est des États-Unis. Elle achetait le thé directement dans les plantations chinoises. Le coût réduit et le prix très bas lui ont permis de s'étendre très vite et de s'imposer. En 1876, elle avait 67 magasins.
Son nombre de magasins diminue fortement avec les guerres mondiales et l'après guerre.

### Après les années 2000
Leur nombre de magasins commence à décliner dès 1955, mais les années 2000 voient le passage sous la barre des 1000 magasins. Le 25 novembre 2015, la chaine ferme définitivement ses 296 derniers magasins.

## Fluctuation du nombre de magasins
| Année | Nombre de magasins |
| ----- | ------------------ |
| 1876  | 67                 |
| 1915  | 1600               |
| 1925  | 13,961             |
| 1930  | 16,000             |
| 1955  | 10,000             |
| 1965  | 5,000              |
| 1970  | 4,000              |
| 1978  | 3,500              |
| 1980  | 2,000              |
| 1990  | 1,000              |
| 2000  | 600                |
| 2002  | 500                |
| 2007  | 340                |

## Sources
- The Rise & Decline of the Great Atlantic & Pacific Tea company, Walsh, William I., Copyright 1986 Publisher Lyle Stuart
- That Wonderful A&P!, Hoyt, Edwin P., Copyright 1969, Hawthorn Books